# Jagdhaus Wildfang

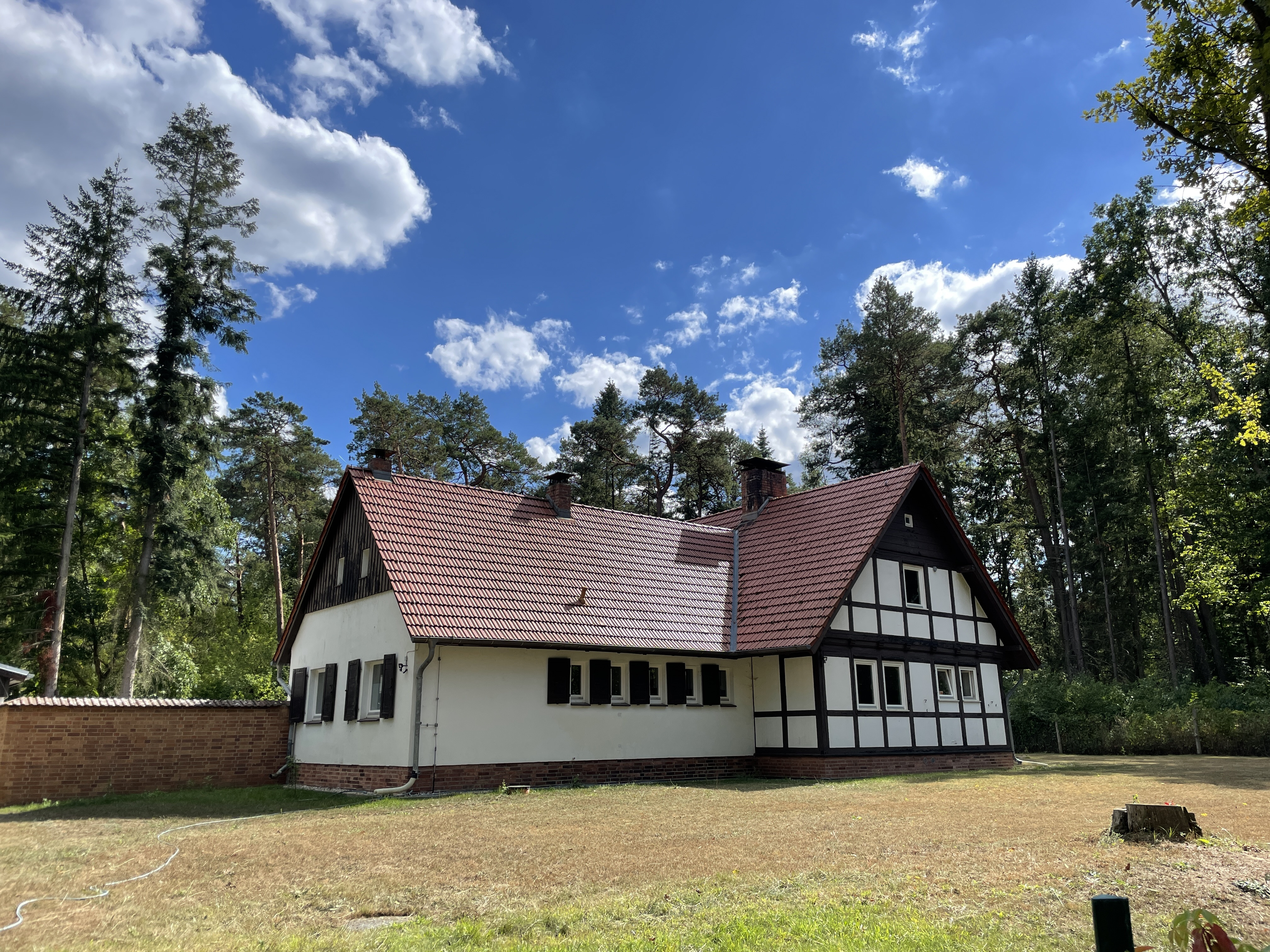
Jagdhaus Wildfang, 2022

Das Jagdhaus Wildfang ist die ehemalige Jagdresidenz von Erich Honecker bei Groß Schönebeck an der Alte Joachimsthaler Straße 16a in der Schorfheide. Das zugehörige Grundstück ist 13 ha groß.

## Geschichte
Honecker jagte seit 1956 in der Schorfheide mit einem tschechoslowakischen Repetiergewehr, das ihm von Präsident Klement Gottwald geschenkt worden war. 1963/64 ließ er sich am Pinnowsee im Forsthaus Wildfang nieder. Honecker etablierte 1962 die Schorfheide als „Staatsjagdgebiet“. Zwanzigtausend Hektar standen unter Militärverwaltung. Die Schorfheide war umzäunt, das Wild wurde importiert, Rothirsche etwa auch aus Ungarn. Die Errichtung des Neubaus mit Wirtschaftsgebäuden ab 1981 kostete 4,2 Millionen DDR-Mark von den Konten des Ministeriums für Staatssicherheit. Honecker war etwa zweimal wöchentlich im Jagdhaus. Ähnlich jagten Erich Mielke auf seinem Anwesen in Wolletz bei Angermünde und Günter Mittag von seinem Jagdhaus in Schluft aus. Die Schorfheide selbst war schon das Jagdgebiet von Friedrich Wilhelm IV., Wilhelm II. und Hermann Göring. Honecker erlegte jährlich etwa 100 Hirsche, dazu noch Hunderte Rehe und Hasen, aß selbst jedoch weder Wild noch Pilze aus dem Wald. Er besaß schließlich 36 Jagdwaffen. Am 8. November 1989, einen Tag vor dem Mauerfall, erlegte Honecker drei Rot- und drei Damhirsche.
Wigald Boning und Fritz Meinecke besuchten das Haus 2016 im Rahmen einer Filmdokumentation.